# Krasnopol (Podlachië)
Krasnopol, (Litouws: Krasnapolis) is een dorp in het Poolse woiwodschap Podlachië, in het district Sejneński. De plaats maakt deel uit van de gemeente Krasnopol en telt 1300 inwoners.